# Живан Миловановић Ћата
Живан Миловановић Ћата (Сремска Рача, код Сремске Митровице, 25. мај 1919 – Нови Сад, 15. мај 1969) био је учесник Народноослободилачке борбе, друштвено-политички радник САП Војводине и народни херој Југославије.

## Биографија
Рођен је 25. маја 1919. године у Сремској Рачи, код Сремске Митровице, у сиромашној породици земљорадника. Отац му је умро када му је било тринаест година. По завршетку основне школе, радио је у општини као ћата (отуда му и партизанско име). Као хранилац породице није служио војску. Припремао се да положи и благајнички испит, али је фашистичка окупација Југославије прекинула све.
Живан се прикључио припремама за оружани устанак. Налазио се у првој скојевској групи омладинаца Рачана 1941. године. У истој години радио је на одашиљању санитетског и другог материјала партизанима у Семберији. У тој и следеће 1942. године, са старијим друговима радио је на оснивању и омасовљењу НОП-а у месту.
Био је први омладинац из Раче, који се није одазвао на позив за домобранство НДХ и за одлазак на рад у Немачку, него је у рано пролеће 1942. отишао најпре у Семберију, а потом се придружио партизанима у Босутским шумама. Учествовао је у оружаним акцијама Босутске чете. Истакао се у борбама (14. октобра 1942) на Филиповом путу (код Дворца) у Босутским шумама против батаљона немачке 718. пешадијске дивизије, који је потучен у четворочасовној борби прса у прса. Била је то прва успешна борба партизана у Срему против једне веће немачке јединице. Убијен је и заробљен већи број Немаца, а заплењено је доста оружја, што је било од непроцењиве вредности за непосредне акције и даљу борбу партизана.
Маја 1943. године, Ћата је са два друга (обавештен од члана Месног НОО-а из Раче о наиласку воза са домобранима) извео велики подвиг на прузи Шид—Рача. Посечене телефонске стубове ставили су на пругу, а када је воз стао, отворили су ватру. После краће борбе приморали су 50 непријатељских војника да се предају. И у борбама 1943. и 1944. године, које је са својим борцима водио било као командир чете, или командант батаљона, истакао се приликом уништења непријатељских гарнизона у Врбањи, Сољанима и Строшинцима, у нападима на пругу Винковци—Врбања, у борби против власоваца и Немаца у тзв. Белогардијској офанзиви на каналу између Илинаца и Вашице. Посебно је био заслужан за успешно пребацивање Прве војвођанске бригаде из Срема (преко Саве) у источну Босну. Касније је учествовао у поновном пребацивању Прве војвођанске бригаде после тешких борби у Срему у Босну крајем новембра 1943. године. Као командант батаљона истакао се на борбеном путу Седме војвођанске бригаде у Славонији, где је бригада водила тешке борбе против немачких снага, усташа и власоваца.
Марта 1943. године, био је примљен у чланство Комунистичке партије Југославије. Био је командир чете, командант батаљона у Другом сремском (босутском) одреду, затим командант батаљона у Седмој и у Деветој војвођанској бригади.
После рата, завршио је малу матуру у ЈНА 1948, Пешадијску официрску школу у Сарајеву и Вишу војну академију ЈНА.
Био је начелник персоналног одсека 27. дивизије (1949), члан бригадног и дивизијског комитета и Комитета Команде подручја, члан Покрајинског одбора СУБНОР САП Војводине, члан Покрајинске конференције ССРН Војводине, покрајински секретар за народну одбрану, секретар и члан Савета народне одбране САП Војводине, председник Одбора за друштвену безбедност и народну одбрану Покрајинског већа Скупштине САП Војводине.
Умро је 15. маја 1969. године у Новом Саду.
Носилац је Партизанске споменице 1941. и других југословенских одликовања, међу којима су — Орден заслуга за народ са сребрним зрацима, Орден братства и јединства сребрним венцем, Орден за храброст и др. Орденом народног хероја одликован је 26. септембра 1953. године.